# Gerhard-Alfred Bärsdorf
Gerhard-Alfred Bärsdorf, nemški častnik, vojaški pilot in letalski as, * 18. julij 1920, Leubus, † padel v boju 28. julij 1944 Gehren.

## Življenjepis
Gerhard-Alfred Bärsdorf je julija 1943 prostovoljno pristopil k novo ustanovljeni enoti enosedežnih nočnih lovcev, JG Herrmann. Enoto je sestavil major Hajo Herrmann, po katerem je tudi dobila ime, naloga enote pa je bila ustaviti angleške nočne fombniške napade na Nemčijo. Poročnik Bärsdorf je bil dodeljen k Stabsstafflu II./JG Hermann, ki je imel bazo v mestu Rheine, opremljen pa je bil z lovci Focke-Wulf Fw 190 A. 
Svojo prvo zračno zmago je dosegel v noči z 29. na 30. julij, ko je sestrelil britanki težki bombnik Avro Lancaster. Ta Lancaster je bil eden od 777. bombnikov, ki so to noč napadli Hamburg. Naslednjo noč je Bärsdorf sestrelil še enega Lancastra iz formacije, ki je napadala Remscheid. Septembra 1943 se je II./JG Herrmann preformirala in prevzela novo ime, II./JG 300. V noči s 3. na 4. september je Bärsdorf sestrelil dva Lancastra, za katera pa ni dobil uradne potrditve. Naslednjega Lancastra je sestrelil v bližini Frankfurta, a tudi za tega ni dobil uradne potrditve. 
Od decembra 1943 je II./JG 300 opravljala dnevne lovske naloge, Bärsdorf pa je 22. februarja 1944 dosegel svojo prvo dnevno zračno zmago, ko je sestrelil ameriški težki bombnik Boeing B-17 v bližini Göttingena. Ta zmaga je bila uradno šele njegova tretja. Julija 1944 je bil Bärsdorf premeščen v Geschwaderstab JG 300, ki je imel bazo v Bad Wörishofenu. 25. julija je sodeloval v akciji, ko so nemški lovci poleteli proti ameriški bombniški formaciji, v kateri je bilo 475 štirimotornih strateških bombnikov in 174 spremljevalnih lovcev, ki so bili na poti bombardirati Linz v Avstriji. V Spopadu je Bärsdorf sestrelil en bobmnik Consolidated B-24 Liberator, s katerim je dosegel svojo peto zmago in si zagotovil status letalskega asa. Naslednji dan je sodeloval v novi akciji, ko je njegova enota prestregla formacijo, sestavljeno iz 425 bombnikov in 366 spremljevalnih lovcev 15. ameriške armadne letalske skupine, ki je imela nalogo napasti območje Dunaja. Bärsdorf je v spopadu sestrelil dve leteči trdnjavi, od katerih so mu v Berlinu priznali samo eno. 28. julija 1944 se je enota spet dvignila v zrak, da bi prestregla ameriško bombnško formacijo, ki je imela nalogo bombardirati industrijske obrate v območju Merseburg-Leuna. V spopadu, ki je sledil, je Bärsdorf sestrelil eno letečo trdnjavo, nato pa je trčil v Messerschmitt Bf-109, ki ga je pilotiral Friedrich-Wilhelm Schenk iz 2./JG 300. Bärsdorf je umrl v razbitinah svojega Fw 190 A-8 (W. Nr. 172 997) “Rumeni 7” dva kilometra od Gehrena blizu Erfurta.
Gerhard Bärsdorf je v svoji karieri dosegel sedem potrjenih zračnih zmag. Sam je prijavil še pet dodatnih zmag, ki pa niso bile potrjene. Vse zmage je dosegel pri obrambi rajha, vsa sestreljena letala pa so bili štirimotorni bombniki.